# Символы Шёнфлиса
Символы Шёнфлиса — одно из обозначений точечных групп симметрии, наряду с символами Германа — Могена. Предложены немецким математиком Артуром Шёнфлисом в книге «Kristallsysteme und Kristallstruktur» в 1891. 
Могут также использоваться для обозначения пространственных групп (трёхмерной кристаллографической группы).

## Обозначение точечных групп
При точечной симметрии хотя бы одна точка сохраняет своё положение. Точечные группы симметрии в трёхмерном пространстве можно разделить на несколько семейств. В символах Шёнфлиса они описываются следующим образом:
- Сn, циклические группы — группы с единственным особым направлением, представленным поворотной осью симметрии, — обозначаются буквой С, с нижним цифровым индексом n, соответствующим порядку этой оси.

- Cnv (от нем. vertical — вертикальный) — группы с n вертикальными плоскостями симметрии, расположенными вдоль оси симметрии, которая всегда мыслится вертикальной.
- Cnh (от нем. horisontal — горизонтальный) — группы c горизонтальной плоскостью симметрии, перпендикулярной к оси симметрии.

- S2n (от нем. spiegel — зеркало) — группы с единственной зеркальной осью симметрии. Индекс оси всегда чётный, так как при нечётном индексе зеркальная ось является просто комбинацией оси симметрии и перпендикулярной к ней плоскости, то есть Sn = Cnh для нечётного n.

- Cs — для плоскости неопределённой ориентации, то есть не фиксированной ввиду отсутствия в группе иных элементов симметрии.

- Сni — группы с единственной инверсионной осью симметрии сопровождаются нижним индексом i. Как правило, используется только Сi (для n = 1), но иногда в литературе встречаются обозначения типа С3i, С5i.
- Dn — является группой Сn с дополнительными n осями симметрии второго порядка, перпендикулярными исходной (главной) оси.

- Dnh — также имеет горизонтальную и n вертикальных плоскостей симметрии.
- Dnd (от нем. diagonal — диагональный) — также имеет n вертикальных плоскостей симметрии, идущих по диагонали между горизонтальными осями второго порядка.

Группа D2 иногда раньше обозначалась как V (от нем. Vierergruppe — четверная группа), а группы D2h и D2d как Vh и Vd, соответственно.
- T, O, I — группы симметрии с несколькими осями высшего порядка (порядок оси n больше или равен 3). Добавление индекса h указывает на наличие горизонтальной плоскости и, как следствие, вертикальных плоскостей симметрии и центра инверсии. Добавление индекса d к группе T указывает на наличие диагональных плоскостей симметрии. Отличие группы Td от Th в том, что первая не содержит центра инверсии, а вторая содержит, зато Td содержит три инверсионных оси четвёртого порядка, в то время как в Th таких осей нет.

- T, Th, Td - совокупность поворотных осей в тетраэдре (только поворотные оси 2-го и 3-го порядков).
- O, Oh - совокупность поворотных осей в октаэдре или кубе (поворотные оси 2-го, 3-го и 4-го порядков).
- I, Ih - совокупность поворотных осей в икосаэдре или додекаэдре (поворотные оси 2-го, 3-го и 5-го порядков).

Иногда икосаэдрические группы I и Ih обозначаются как Y и Yh.

Группы, в которых не более одной оси высшего порядка, можно расположить в следующей таблице
| n   | 1         | 2        | 3        | 4        | 5         | 6         | 7         | 8        | ... | {\displaystyle \infty } |
| --- | --------- | -------- | -------- | -------- | --------- | --------- | --------- | -------- | --- | ----------------------- |
| Cn  | C1        | C2       | C3       | C4       | C5        | C6        | C7        | C8       | …   | C∞                      |
| Cnv | C1v = Cs  | C2v      | C3v      | C4v      | C5v       | C6v       | C7v       | C8v      | …   | C∞v                     |
| Cnh | C1h = Cs  | C2h      | C3h      | C4h      | C5h       | C6h       | C7h       | C8h      | …   | C∞h                     |
| Sn  | S1 = Cs   | S2 = Ci  | S3 = C3h | S4       | S5 = C5h  | S6        | S7 = C7h  | S8       | …   | S∞ = C∞h                |
| Cni | C1i = Ci  | C2i = Cs | C3i = S6 | C4i = S4 | C5i = S10 | C6i = C3h | C7i = S14 | C8i = S8 | …   | C∞i = C∞h               |
| Dn  | D1 = C2   | D2 = V   | D3       | D4       | D5        | D6        | D7        | D8       | …   | D∞                      |
| Dnh | D1h = C2v | D2h = Vh | D3h      | D4h      | D5h       | D6h       | D7h       | D8h      | ... | D∞h                     |
| Dnd | D1d = C2h | D2d = Vd | D3d      | D4d      | D5d       | D6d       | D7d       | D8d      | …   | D∞d = D∞h               |

Бордовым цветом отмечены не употребляемые варианты обозначений групп.
В кристаллографии из-за наличия трансляционной симметрии кристаллической структуры n может принимать только значения 1, 2, 3, 4 и 6. Некристаллографические точечные группы даны на сером фоне.  D4d и D6d также являются некристаллографическими, так как содержат зеркальные оси порядка 8 и 12, соответственно. 27 кристаллографических точечных групп из таблицы и пять групп T, Td, Th, O и Oh составляют все 32 кристаллографические точечные группы симметрии.
Группы с {\displaystyle n=\infty } называются предельными группами или группами Кюри. К ним относятся ещё две группы, не представленные в таблице. Это группа всех возможных вращений вокруг всех осей проходящих через точку, K (от нем. Kugel — шар) — группа вращений, а также группа Kh, которая описывает симметрию шара — максимально возможную точечную симметрию в трёхмерном пространстве; все точечные группы являются подгруппами группы Kh. Иногда эти группы обозначаются также R(3) (от англ. rotation — вращение) и Rh(3).
В математике и теоретической физике их обычно обозначают как SO(3) и O(3) (специальная ортогональная группа в трёхмерном пространстве и ортогональная группа в трёхмерном пространстве).

## Обозначение пространственных групп
Если в пространственной группе убрать трансляционные компоненты (то есть убрать трансляции и заменить винтовые оси на обычные оси, а плоскости скользящего отражения на зеркальные плоскости), то получится соответствующая пространственной группе точечная группа — одна из 32-х кристаллографических точечных групп. Символ Шёнфлиса пространственной группы образуется из символа соответствующей точечной группы с дополнительным верхним цифровым индексом, так как обычно одной точечной группе соответствует сразу несколько пространственных групп (максимум — 28 пространственных групп для группы D2h). При этом индекс не даёт никакой дополнительной информации об элементах симметрии группы, а просто связан с тем, в какой последовательности Шёнфлис выводил 230 пространственных групп. Таким образом, символ Шёнфлиса для пространственной группы не только ничего не говорит об ориентации элементов симметрии по отношению к осям ячейки, но даже не даёт информации о центрировке ячейки и трансляционной составляющей осей и плоскостей симметрии. Чтобы получить полную информацию о пространственной группе из символа Шёнфлиса, надо пользоваться таблицей, в которой сопоставлены эти символы символам Германа-Могена. Например, такая таблица дана в списке пространственных групп или здесь.

## Внешние ссылки
- Теория симметрии кристаллов Ю. К. Егоров-Тисменко, Г. П. Литвинская
- Симметрия и структурные классы атомно-молекулярных систем. Апериодические системы
- Symmetry @ Otterbein - Галерея молекул, на которых можно показать элементы симметрии и как они действуют
- Symmetry @ Otterbein - Примеры определения симметрии молекул